# Otto Kappeler (Mediziner)
Otto Alexander Kappeler (* 19. März 1841 in Frauenfeld, heimatberechtigt ebenda; † 11. Mai 1909 in Konstanz) war ein deutsch-schweizerischer Chirurg. Er gilt als ein Wegbereiter der Anästhesie im deutschsprachigen Raum.

## Leben, Werk und Familie
Otto Kappeler nahm 1858 das Medizinstudium an der Universität Zürich auf. Er wurde dort Unterassistent bei Theodor Billroth. Nach seiner Promotion bei Wilhelm Griesinger wurde er 1864 Spitalarzt und später Direktor des Kantonsspitals Münsterlingen. Kappeler leitete 1896 den Bau des Konstanzer Krankenhauses, dessen Leitung er als Medizinalrat übernahm.
Kappeler veröffentlichte 1880 mit Anaesthetica die erste deutschsprachige Monografie über Narkose und Anästhesie. Des Weiteren waren seine Beiträge zur Chirurgie der Gaumenspalten, des Kropfes, der Gallenwege, des Magens und der Gelenktuberkulose am Fuss von Bedeutung.
Kappelers Eltern waren der Frauenfelder Arzt Johann Salomon Kappeler und Maria Ida geborene Aepli. Otto Kappeler heiratete Anna Helena Aepli, die aus St. Gallen stammte. Der Staatsmann Arnold Otto Aepli (1816–1897) war sein Onkel. – Angehörige der Familie Kappeler sind seit dem 15. Jahrhundert als Bürger von Frauenfeld nachweisbar. Sie gehörten später dem Kleinen Rat an und hatten häufig das Amt des Spitalpflegers inne.

## Schriften (Auswahl)
- Über Purpura. Medizinische Dissertation Zürich 1863 (Digitalisat).
- Chirurgische Beobachtungen aus dem Thurgauischen Kantonspital Münsterlingen während der Jahre 1865–1870. 1874.
- Anaesthetica. Enke, Stuttgart 1880.

## Fussnoten
1. ↑  M. Goerig, J. Schulte am Esch: Otto Kappeler – ein Wegbereiter der deutschsprachigen Anästhesie. 2008.
2. 1 2 3  Beat Rüttimann: Otto Alexander Kappeler. In: Historisches Lexikon der Schweiz. (abgerufen am 22. Oktober 2020)
3. ↑  Arnold Otto Aepli: Erinnerungen (1835–1866). (Vor) 1894. Abschrift von Hans Hiller, S. 55.
4. ↑  Verena Rothenbühler: Kappeler. In: Historisches Lexikon der Schweiz. (abgerufen am 22. Oktober 2020)

| Personendaten    | Personendaten                                 |
| ---------------- | --------------------------------------------- |
| NAME             | Kappeler, Otto                                |
| ALTERNATIVNAMEN  | Kappeler, Otto Alexander (vollständiger Name) |
| KURZBESCHREIBUNG | deutsch-schweizerischer Chirurg               |
| GEBURTSDATUM     | 19. März 1841                                 |
| GEBURTSORT       | Frauenfeld                                    |
| STERBEDATUM      | 11. Mai 1909                                  |
| STERBEORT        | Konstanz                                      |